# Liloy
Liloy (Bayan ng Liloy) är en kommun i Filippinerna. Kommunen ligger på ön Mindanao, och tillhör provinsen Zamboanga del Norte. Folkmängden uppgår till 33 702 invånare.

## Bilder

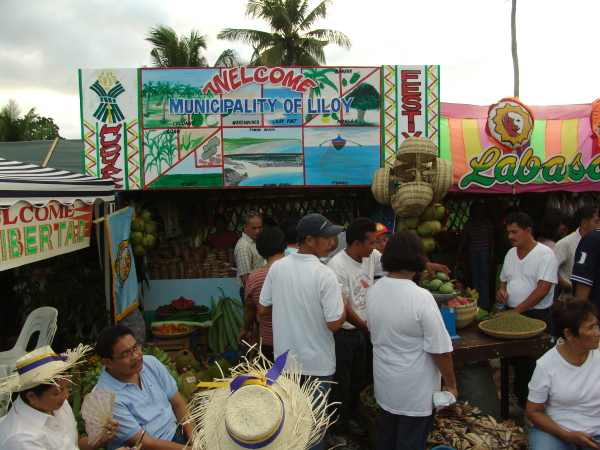
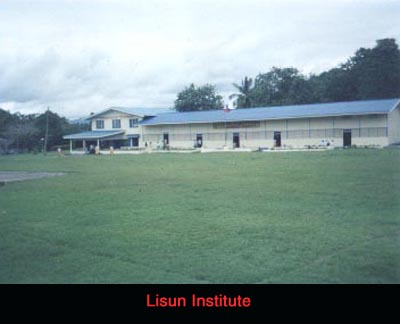

## Barangayer
Liloy är indelat i 37 barangayer.
| - Banigan - Baybay (Pob.) - Cabangcalan - Canaan - Candelaria - Causwagan - Communal - Compra - Dela Paz - El Paraiso - Fatima - Ganase - Goaw | - Goin - Kayok - La Libertad (Mawal) - Lamao - Mabuhay - Maigang - Malila - Mauswagon - New Bethlehem - Overview - Panabang - Patawag | - Punta - San Francisco - San Isidro - San Miguel - San Roque - Santa Cruz - Santo Niño - Silucap - Tapican - Timan - Villa Calixto Sudiacal - Villa M. Tejero |